# Неиран-Етаблоц (Долина Аосте)
Неиран-Етаблоц је насеље у Италији у округу Долина Аосте, региону Долина Аосте.
Према процени из 2011. у насељу је живело 670 становника. Насеље се налази на надморској висини од 607 м.